# Adam Kroebl
Adam Kroebl (ur. 13 grudnia 1880 w Krakowie, zm. 9 maja 1950 tamże) – polski taternik, alpinista, narciarz, także urzędnik, starosta, notariusz, poseł na Sejm II Rzeczypospolitej.

## Życiorys
Po studiach na Uniwersytecie Jagiellońskim uzyskał tytuł doktora prawa. Był starostą, później wicewojewodą w województwie kieleckim. W latach 30. XX wieku pracował jako notariusz w Tomaszowie Lubelskim, w roku 1940 musiał zaprzestać tego z racji zakazu niemieckich władz. Przez jedną kadencję był posłem na Sejm.
Od ostatnich lat XIX wieku Kroebl chodził po Tatrach, a w latach 1902–1914 należał do najaktywniejszych taterników – dokonał wtedy wielu pierwszych wejść. Najczęstszym jego partnerem wspinaczkowym był Janusz Chmielowski. Chodził na wyprawy z przewodnikami takimi jak Klemens Bachleda lub bez nich. W roku 1903 brał udział w pierwszej wycieczce zorganizowanej jako szkolenie dla przewodników (Klimka Bachledy i Jana Bachledy Tajbra) przez Chmielowskiego. Bywał też w Alpach (np. z Chmielowskim w 1907 roku w Alpach Tyrolskich), a w 1909 roku prawdopodobnie był pierwszym Polakiem, który w Górach Fogaraskich wspiął się na szczyty takie jak Negoiu i Piatra Craiului.
Od początku funkcjonowania Sekcji Turystycznej Towarzystwa Tatrzańskiego (1903) był jej członkiem. Później w latach 1907–1903 pełnił funkcję jej wiceprezesa, a po II wojnie światowej (1947–1949) należał do jej sądu koleżeńskiego. Z kolei w latach 1906–1909 był skarbnikiem zarządu Towarzystwa Tatrzańskiego, później zaś stał na czele Oddziału Kieleckiego Polskiego Towarzystwa Tatrzańskiego. W 1912 roku należał do zarządu krakowskiego Tatrzańskiego Towarzystwa Narciarzy.
Był autorem licznych artykułów o tematyce taternickiej w czasopismach takich jak „Przegląd Zakopiański” (1901–1902), „Pamiętnik Towarzystwa Tatrzańskiego” (1903–1905) i „Taternik” (1907). Cykl Kroniki turystyczne, zapoczątkowany przez niego, został stałym elementem „Pamiętnika TT” i później „Taternika”. Kroebl był też autorem Szkicu rozwoju narciarstwa polskiego w broszurze „O narciarstwie” wydanej przez TTN w 1912 roku.
W 1928 otrzymał członkostwo honorowe ST PTT, później także Klubu Wysokogórskiego i TTN.

## Ordery i odznaczenia
- Krzyż Oficerski Orderu Odrodzenia Polski (31 grudnia 1923)[3]
- Złoty Krzyż Zasługi (13 maja 1933)[4]

## Osiągnięcia taternickie
- trzecie wejście na Ostry Szczyt (1903, z Chmielowskim i Tadeuszem Łopuszańskim, pierwszy raz bez przewodnika),
- drugie przejście północnej ściany Staroleśnego Szczytu (1903),
- pierwsze wejście na Wschodnią Batyżowiecką Przełęcz (1903),
- pierwsze wejście na Niżnie Rysy (1905)[1],
- pierwsze wejście na Żabi Szczyt Wyżni (1905, z Chmielowskim, Adamem Staniszewskim i Józefem Gąsienicą Tomkowym),
- pierwsze przejście Wschodniej Rumanowej Przełęczy (1905, ze Chmielowskim, Károlyem Jordánem, Klimkiem i Jakubem Bachledami)[2],
- pierwsze wejście na Żabiego Mnicha z pierwszym zejściem jego południowo-zachodnią granią (1907)[1],
- pierwsze wejście na Żabią Lalkę (1908, z Chmielowskim, Gyulą Komarnickim i Józefem Gąsienicą Tomkowym, północno-zachodnim kominem)[2],
- pierwsze zejście południowo-wschodnim uskokiem Zadniego Mnicha (1907),
- drugie wejście od północy na Żabią Przełęcz Wyżnią (1912, z Władysławem Kulczyńskim juniorem i Mieczysławem Świerzem)[1].